# Roderich Menzel
Pour les articles homonymes, voir Menzel (homonymie).
Roderich Menzel, né le 13 avril 1907 à Reichenberg et mort le 18 octobre 1987, est un écrivain et un joueur tchécoslovaque de tennis puis allemand à partir de 1938 en raison de l'annexion des Sudètes.

## Palmarès
- Internationaux de France : 
  - Finaliste en 1938
  - Demi-finaliste en 1932
  - Quart de finaliste en 1933, 1934 et 1935.
- US Open : 
  - Finaliste en double mixte en 1935